# Karolin Holtz
Karolin Holtz (* am 25. Mai 1986 in Rostock) ist eine deutsche Basketballspielerin.

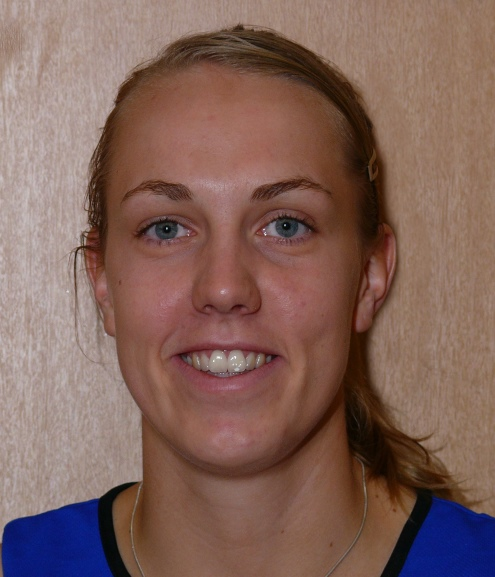
Karolin Holtz

Karolin Holtz besuchte das Sportgymnasium Halle (Saale) und spielte beim SV Halle in der 2. Damen-Basketball-Bundesliga. Die 188 cm große Spielerin wurde in die U20-Nationalmannschaft berufen. Sie wechselte 2006 zum ASC Theresianum Mainz und spielte auf den Positionen Power Forward und Center in der 1. Bundesliga für Mainz sowie mit Doppellizenz in der 2. Bundesliga für den TV Hofheim.
2008 wechselte Holtz nach Marburg zum BC pharmaserv Marburg. Dort spielte sie in der Bundesligamannschaft des BC sowie in Doppellizenz beim Zweitligisten Grünberg. 2011 machte sie ihr erstes Länderspiel für den Deutschen Basketball Bund. Ab 2011 war sie für die Rhein-Main Baskets aktiv.
Seit 2014 spielt sie beim Oberligisten DJK Nieder-Olm.
Holtz absolviert eine Ausbildung bei der Polizei und ist bei der Sportfördergruppe 2 der hessischen Polizei.